# Sergentomyia dreyfussi
Sergentomyia dreyfussi är en tvåvingeart som först beskrevs av Aimé Georges Parrot 1933.  Sergentomyia dreyfussi ingår i släktet Sergentomyia och familjen fjärilsmyggor. Inga underarter finns listade i Catalogue of Life.